# Interstate Airlines
Interstate Airlines — упразднённая чартерная авиакомпания, базировавшаяся в Маастрихте, Нидерланды. Она выполняла услуги аренды с обслуживанием в пределах Европы. Основной базой являлся аэропорт Маастрихт-Ахен.

## История
Авиакомпания была основана Нико Хеммером и Роберто Стингой, и начала работу в июле 2005 года. По состоянию на март 2007 года, в ней работало 25 сотрудников.
Закрыта из-за несостоятельности в 2010 году.

## Пункты назначения
- Германия
  - Дюссельдорф — Аэропорт Дюссельдорф
- Марокко
  - Надор — Аэропорт Надор
- Нидерланды
  - Амстердам — Схипхол

## Флот
Флот авиакомпании состоял из следующих самолётов (по состоянию на 8 января 2009 года):
- 3 ATR 42-500